# Mazdaizm

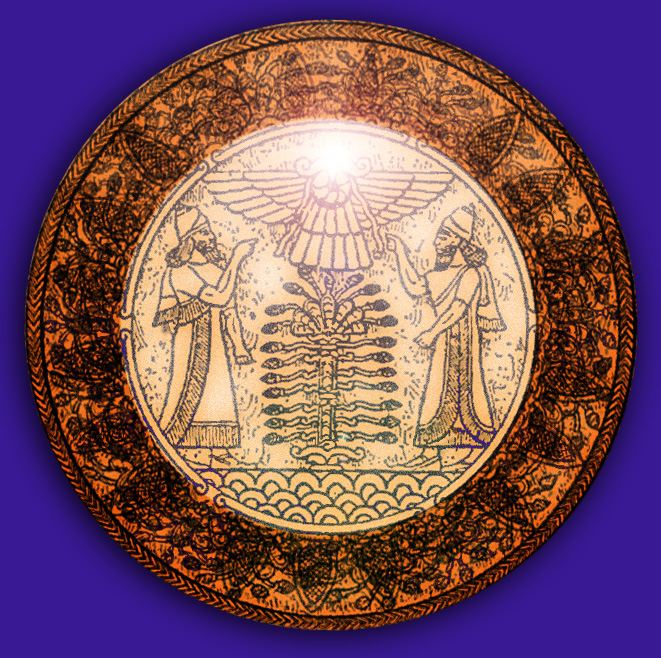
Mazda, grafika komputerowa na podstawie ryciny z książki „Religions of the ancient Persia” Drzewo życia. Ozdoba na hafcie z płaszcza królewskiego z epoki Achemenidów. (British Museum. Layard, Monmnents, ist series, pi. 6.

Mazdaizm, Mazda – Jasna (od Mazda [Ahura Mazda] i aw. Mazdajasnô) – podstawa kolejnych religii perskich (zaratusztrianizmu, mazdaizmu achemenidzkiego, manicheizmu, zoroastryzmu średnioperskiego za panowania dynastii Sasanidów III–VIII w. i nowoperskiego, a także zurwanizmu).
Podstawę mazdaizmu stanowi wyrażony w formie mitologicznej światopogląd dualistyczny; główną w nim jest idea walki przeciwstawnych sił: światła i ciemności, życia i śmierci, dobra i zła itd.
Przed reformą Zaratusztry najważniejsze w religii Irańczyków i Indoirańczyków było oddawanie czci (aw. Jasna, staroind. Jadzñá) bogom (aw. Daēva, staropers.Daiva, staroind. Devá ; patrz Daiva, Dēv), w których niezbędnym elementem było przygotowanie świętego napoju haoma (aw. haoma, staropers. hauma, staroind. sóma). Czcili bóstwa, z których część nosiła takie same lub prawie identyczne imiona jak bogowie wedyjscy, na przykład Mitra/Mitra, Vaju/Vāju, Tvareštar/Tvaṣṭar, a niektórzy reprezentowali wspólne boskie funkcje, na przykład Veretragna/Indra (wojownik), Spenta Armaiti/Pṛthivī (ziemia), Atar/Agni (Ogień). Naczelnym bóstwem irańskiego panteonu był Ahura Mazda (Ormuzd) stwórca (datar) w tym sensie, że sprawował władzę nad stworzeniem, ustanawiając porządek i stawiając wszystko na swoim właściwym miejscu. Rzeczywistym stwórcą uniwersum był Demiurg zwany „Rzemieślnikiem” – (Tvareštar)/Zurwan. Kosmos miał strukturę trójpoziomową, składającą się z ziemi, atmosfery i niebios. Ziemię podzielono na sześć koncentrycznie ułożonych kontynentów, które otaczały centralny kontynent (śr. pers. Chwanirah), gdzie znajdowała się Arianem Waedżo (śr. pers. iran-wedż) „Ziemia Ariów”. W centrum ziemi znajdowała się kosmiczna góra Alborz. Na południu znajdował się ocean Vorukaša. Nad ziemią i przestrzenią nieba znajdowało się kamienne sklepienie, za którym była sfera Nieskończonych Świateł i niebiańska siedziba zwana Najlepszym Istnieniem (vahišta-ahu) i Dom Pieśń. Pod ziemią znajdowało się królestwo Nieskończonej Ciemności (anagra temā). Świat spoczywał na wodach chaosu i był otoczony przez nie. Człowiek posiadał według późniejszych przekazów wiele dusz. Jedna z dusz znajdowała się w ciele, a druga, zwana Frawaszi pełniła rolę geniusza /opiekuna w świecie duchowym. Życie pośmiertne wiązało się z pokonaniem mostu Czinwat, ale nieznane są zasady etyczne, które pozwalały duszy przejść do świata duchowego.
Wiele elementów mazdaizmu przejął zaratusztrianizm, staroperska religia, którą, według tradycji głosił Zaratusztra w przypisywanych mu Gathach (najstarszej partii Awesty), zwany także manthranem – „prowokującym do myślenia” [Jasna 50:5]).